# 久保杏夏
久保 杏夏（くぼ きょうか、2004年7月2日 - ）は、日本のテニス選手。

## 人物
広島市立古市小学校、山口大学教育学部附属光中学校を経て、「TEAM YONEZAWA」に所属。

## 来歴
姉がテニスをしていたことがきっかけで3歳からテニスを始め、2000年代サッカー日本代表のストライカーであった父親久保竜彦監督のもと日々練習に励んでいる。
幼い頃から父親譲りの運動神経を持ち合わせており、小学3年生の頃には「ニュージェネレーションテニス・スカウトキャラバン」で最優秀賞を受賞。
小学6年生の時には全国大会で優勝。その実力が認められ2018年にU14の日本代表に選出。アジア予選では準優勝、世界大会では5位入賞に貢献した。
2023年5月1日、プロ転向と同時に安藤証券と所属契約を締結。

## 戦績

### 2015年
- 全日本ジュニア12歳以下 ベスト8
- 全国選抜ジュニア12歳以下 1R

### 2016年
- 全日本ジュニア12歳以下 2R
- 小学生テニス選手権 優勝
- 全国選抜ジュニア12歳以下 優勝

### 2017年
- 世界スーパージュニア 1R
- 全日本ジュニア14歳以下 3R
- 全国選抜ジュニア14歳以下 1R
- テニスヨーロッパ14歳以下カテゴリー3　ベスト16
- クロアチア-ソリンITF　シングルス優勝、ダブルス優勝
- モンテネグロITF　シングルス優勝、ダブルス優勝
- ルーマニアITF　16歳以下シングルス　ベスト8
- セルビアITF　14歳以下　シングルス　優勝
- デンマークITF　16歳以下　シングルス準優勝、ダブルス優勝
- 兵庫ITFジュニアグレード4　ダブルス　ベスト4
- 台湾ITF（グレード5とグレード4）シングルス優勝、ダブルス優勝

### 2018年
- 世界スーパージュニア 1R
- イギリスITF（カテゴリー1）　ベスト16
- フランスITF（カテゴリー1）　ベスト8

### 2019年
- ジャパンオープンジュニア 1R
- グリーンマックスカップ-2 3R
- グリーンマックスカップ ベスト4
- 兵庫国際ジュニア2 ベスト8
- 兵庫国際ジュニア1 ベスト4
- オーフスITFジュニア 1R
- ITFヒレレズ ベスト8
- サラワクカップ 1R
- ニュージーランドITFサマーチャンピオン ベスト8
- ウエリントンITF 2R

### 2020年
- リポビタン国際ジュニア ベスト8
- ブリヂストンテクニファイバーツアー ベスト8
- ノンタブリーG1 1R
- ニュージーランドITFサマーチャンピオン ベスト8
- クライストチャーチITF ベスト8
- ウエリントンITF 3R
- ITF埼玉国際ジュニア 1R